# ساختمان مغز
ساختمان مغز (روسی: Механика головного мозга) یک فیلم مستند شوروی به کارگردانی وسیوالاد پودوفکین است که در سال ۱۹۲۶ منتشر شد. که باعث محبوبیت مطالعات ایوان پاولوف در زمینه شرطی سازی کلاسیک شد. این فیلم اولین اثر مستقل پودوفکین به عنوان کارگردان است و همچنین آغاز همکاری وی با آناتولی گولونیا به عنوان فیلمبردار است.

پودوفکین در سال 1925 به استودیوی فیلم Mezhrabpom-Rus پیوست و به عنوان اولین کار خود را برای ساخت یک فیلم علمی محبوب درباره کارهای ایوان پاولوف دریافت کرد. فیلمبرداری در ماه مه 1925 آغاز شد و بیش از یک سال ادامه داشت. این تأخیرها به دلیل تعطیلی مداوم بین آزمایشگاه پاولوف در لنینگراد و استودیوی فیلم سازی در مسکو و همچنین مشکلات در فیلمبرداری از حیوانات شرطی که به راحتی توسط چراغ ها و صداهای روند فیلمبرداری منحرف می شدند ، ایجاد شد. بیست سال بعد ، پودوفکین به یک مصاحبه کننده گفت:
تنها اهمیتی که این فیلم اول من دارد این است که باعث شد بفهمم می توانم خودم کار کنم. تا آن زمان چنین ایده ای برای من کاملاً غیرممکن به نظر می رسید ، اگرچه کولشوف به من اطمینان داد که کاملاً قادر به ...